# Divergencia (meteorología)

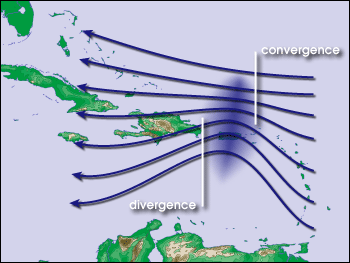
Zonas de convergencia y divergencia en la formación de un huracán en el Mar Caribe.

La divergencia es, en meteorología, la división de cada una de las corrientes de aire verticales (ascendencias y subsidencias) en dos flujos que se alejan en direcciones diferentes.
En el sistema que rige el sistema de la circulación general de la atmósfera, las divergencias alteran con las convergencias en dos niveles diferentes: en altitud y a ras de suelo. El paso del aire de uno a otro de esos niveles se efectúa más o menos verticalmente por las ascendencias y las subsidencias. Los cuatro movimientos dan así lugar a la constitución de un circuito o célula: a partir de una convergencia inferior las masas de aire se elevan (ascendencia) y, llegadas a cierta altura, se dividen en dos flujos, uno de los cuales se dirige en la dirección general del norte y otro en la del sur. Cada uno de estos flujos desciende (subsidencia) al llegar a una zona de convergencia y, cerca del suelo, en una nueva zona de divergencia se mueven en dirección opuesta de la que habían seguido en altitud, volviendo al lugar de la primera convergencia, con lo que queda cerrado el circuito.
Las divergencias en altitud se sitúan en la zona intertropical y en la de las regiones polares. A cada una de esas divergencias le corresponde, alternativamente en altitud o a ras de suelo, una zona de convergencia y cada uno de esos pares se halla enlazado por una ascendencia en uno de sus bordes y por una subsidencia en el otro. En su conjunto esos movimientos constituyen un sistema de tres grandes células yuxtapuestas.